# Mycalesis remulia
Mycalesis remulia är en fjärilsart som beskrevs av Pieter Cramer 1782. Mycalesis remulia ingår i släktet Mycalesis och familjen praktfjärilar. Inga underarter finns listade i Catalogue of Life.